# Soviete de Petrogrado

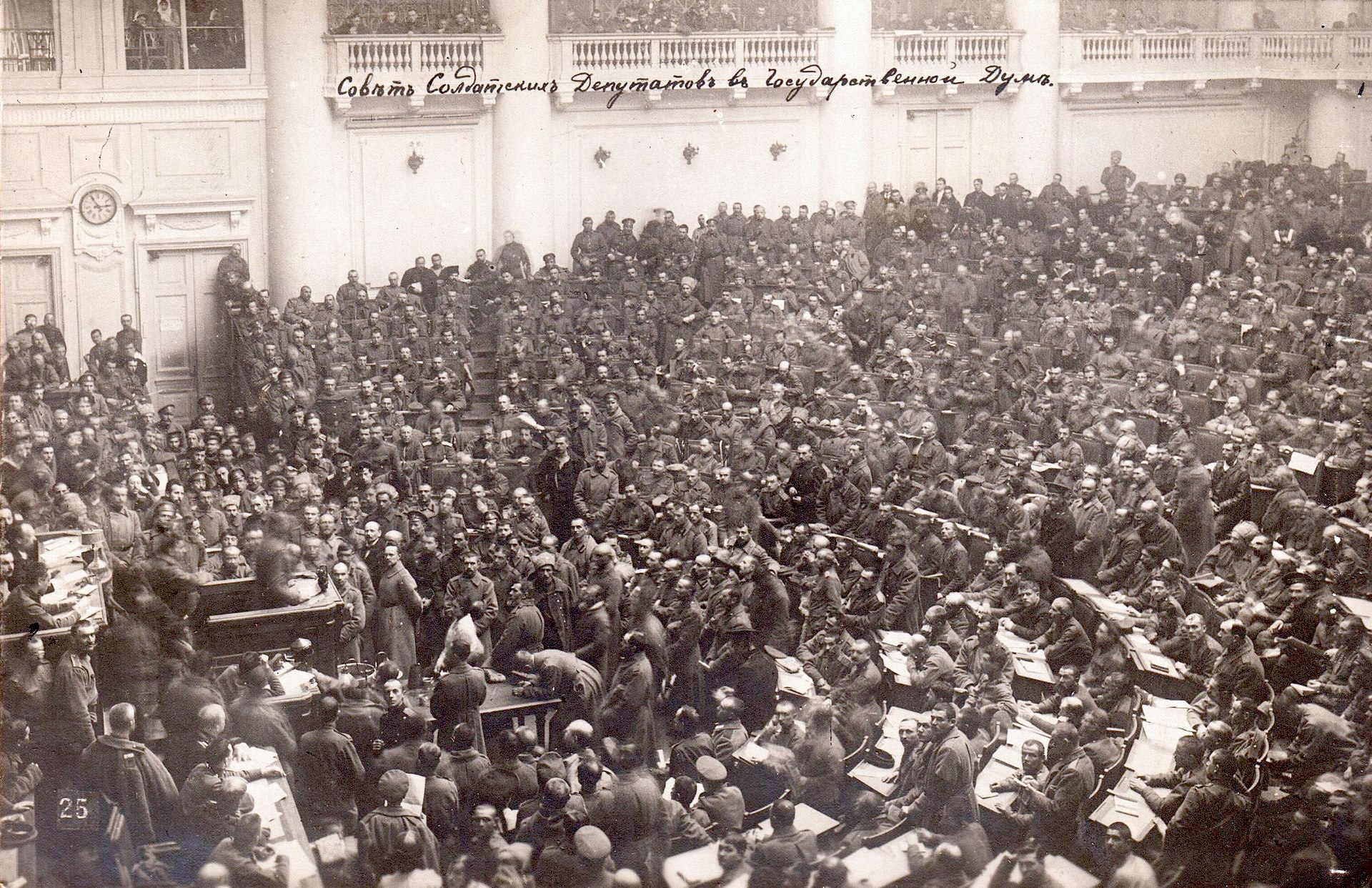
Uma reunião do Soviete de Petrogrado, em 1917.

O Soviete de Deputados Operários e Soldados de Petrogrado, geralmente chamado apenas de Soviete de Petrogrado, foi o soviete da então capital russa estabelecido em março de 1917 após a Revolução de Fevereiro como órgão representante dos trabalhadores da cidade e dos soldados da guarnição da capital. Foi também o órgão central do sistema de sovietes instaurado após a revolução.
O Soviete de Petrogrado teve grande importância durante o período revolucionário russo e desempenhou um papel fundamental na Revolução de Outubro, opondo-se ao Governo Provisório.